# Valner Franković
Valner Franković (Raša, 1968. július 9. –) olimpiai bajnok horvát válogatott kézilabdázó.

## Pályafutása

### Klubcsapatokban
Valner Franković az akkor negyedosztályú Rudar Labin csapatában kezdte pályafutását, kezdetekben kapus volt. 1987-ben szerződtette az RK Zamet. Négy szezont töltött itt, majd kölcsönben a német másodosztályú VfL Günzburg játékosa lett. A Zamettel megnyerte a jugoszláv másodosztályú bajnokságot. 1993-tól az RK Zagreb kézilabdázója volt, bajnoki címet és kupát nyert a csapattal, valamint 1995-ben bejutott a Bajnokok Ligája döntőjébe, de ott alulmaradtak a spanyol Bidasoa Irún ellenében. A következő három szezonban a Karlovacka Banka játékosa volt, majd Olaszországban folytatta pályafutását.

### A válogatottban
Utánpótláskorú játékosként a jugoszláv válogatottal Balkán-kupát nyert 1988-ban és 1989-ben. 1989-ben a junior-világbajnokságon bronzérmes csapat tagja. 1991 és 1997 között volt tagja a horvát válogatottnak. 1996-ban tagja volt az olimpiai bajnok csapatnak.

## Sikerei, díjai
Zamet
- Jugoszláv másodosztályú bajnok (1): 1986-87

Rudar Labin
- Horvát harmadosztályú bajnok - Dél (1): 1992-93

Badel 1862 Zagreb
- Horvát bajnok (2): 1993-94, 1994-95
- Horvát kupagyőztes (2): 1994, 1995
- Bajnokok Ligája-döntős (1): 1994-95

Karlovačka Banka
- Horvát Kupa-döntős (1): 1997